# Javeta
Javeta is een geslacht van kevers uit de familie bladkevers (Chrysomelidae).
De wetenschappelijke naam van het geslacht werd in 1858 gepubliceerd door Joseph Sugar Baly.

## Soorten
- Javeta arecae (Uhmann, 1943)
- Javeta breveapicalis (Pic, 1934)
- Javeta contracta (Uhmann, 1951)
- Javeta corporaali (Weise, 1924)
- Javeta crassicornis (Gestro, 1899)
- Javeta Distolacakerremansi (Gestro, 1899)
- Javeta foveata (Uhmann, 1951)
- Javeta foveicollis (Gressitt, 1939)
- Javeta gestroi Weise, 1905
- Javeta krishna (Maulik, 1916)
- Javeta maculata (Sun, 1985)
- Javeta manicata (Gestro, 1897)
- Javeta moultoni Weise, 1922
- Javeta nuda (Uhmann, 1933)
- Javeta pachycera (Gestro, 1910)
- Javeta palawana (Uhmann, 1960)
- Javeta pallida (Baly, 1858)
- Javeta pubicollis L. Medvedev, 2001
- Javeta thoracica (Uhmann, 1955)